# Agrilus bai
Agrilus bai (лат.) — вид узкотелых жуков-златок.

## Распространение
Китай.

## Описание
Длина тела взрослых насекомых (имаго) 4,2—5,5 мм. Отличаются двухцветной окраской: золотисто-красной головой и чёрными надкрыльями. Простернальный выступ между тазиками широкий. Тело узкое, основная окраска со спинной стороны тёмная с отблеском. Переднегрудь с воротничком. Боковой край переднеспинки цельный, гладкий. Глаза крупные, почти соприкасаются с переднеспинкой. Личинки развиваются на различных лиственных деревьях. Встречаются в июне. Вид был впервые описан в 2011 году в ходе ревизии, проведённой канадскими колеоптерологами Эдвардом Йендеком (Eduard Jendek) и Василием Гребенниковым (Оттава, Канада).